# Traditioneel gezag
Traditioneel gezag is gezag waarbij de macht wordt gelegitimeerd door gewoontes en gebruiken. Bij deze vorm van gezag is over het algemeen sprake van erfopvolging. Afkomst en het daarbij horende prestige spelen daarbij een belangrijke rol. Er wordt ook wel aanspraak gemaakt op een goddelijke status.
Het is een van de drie vormen van gezag volgens de socioloog Max Weber. De twee andere vormen van gezag zijn, volgens Weber, charismatisch gezag dat gebaseerd is op de persoonlijke kwaliteiten van de leider en rationeel-legaal gezag dat is gebaseerd op de positie die de leider bekleedt. In werkelijkheid zullen de ideaaltypes nooit in deze pure vorm voorkomen, maar meerdere vormen combineren. Zo is ook bij het huidige voornamelijk rationeel-legaal gezag vooral bij verkiezingen nog een sterke nadruk op charisma, terwijl bij een constitutionele monarchie sprake is van erfopvolging.
Traditioneel gezag kan voortkomen uit charismatisch gezag als de leider krachtig genoeg is om erfopvolging af te dwingen. Bij toenemende centralisatie van de macht groeit het overheidsapparaat en zal een verschuiving optreden richting rationeel-legaal gezag.